# Djebel Mouzaïa
Djebel Mouzaïa är ett berg i Algeriet.   Det ligger i provinsen Aïn Defla, i den norra delen av landet, 50 km sydväst om huvudstaden Alger. Toppen på Djebel Mouzaïa är 1 565 meter över havet.
Terrängen runt Djebel Mouzaïa är kuperad åt sydväst, men åt nordost är den bergig. Runt Djebel Mouzaïa är det tätbefolkat, med 442 invånare per kvadratkilometer. Närmaste större samhälle är Blida, 14,2 km nordost om Djebel Mouzaïa. 